# Wnt протеини

Wnt протеини су породица сигналних протеина који играју кључну улогу у ћелијској сигнализацији, посебно у  сигналном путу. Ови протеини су именовани по њиховој вези са геном Wingless код дрозофиле и геном Int код мишева. Wnt протеини су еволуционо конзервирани и присутни су код свих вишећелијских организама, укључујући људе. Они регулишу бројне биолошке процесе, укључујући ембриогенезу, диференцијацију ћелија и одржавање ткива.

## Структура и функција
протеини су гликозилирани протеини који се излучују из ћелија и делују као сигнални молекули. Њихова структура укључује:
- Липидни модификације: Wnt протеини су ковалентно модификовани палмитоил групом, што је неопходно за њихову функцију.
- Домени: Wnt протеини имају више домена који омогућавају интеракцију са рецепторима на ћелијској површини, као што су Frizzled рецептори и LRP5/6 корецептори.[2]

## Механизам деловања
протеини активирају Wnt сигнални пут кроз следеће кораке:
1. Секреција и дифузија: Wnt протеини се секретују из ћелија и дифундују кроз екстрацелуларни матрикс.
2. Везивање за рецепторе: Wnt протеини се вежу за Frizzled рецепторе и LRP5/6 корецепторе на површини ћелија.
3. Активација пута: Ова интеракција покреће низ реакција унутар ћелије, укључујући стабилизацију бета-катенина, који затим улази у једро и активира транскрипцију специфичних гена.

## Улога у биолошким процесима
протеини су кључни за бројне биолошке процесе, укључујући:
- Ембриогенезу: Регулишу формирање ткива и органа током развоја ембриона.
- Диференцијацију ћелија: Контролишу специјализацију ћелија у различите типове ткива.
- Стематске ћелије: Одржавају способност стематских ћелија за самообнављање и диференцијацију.
- Одржавање ткива: Учествују у регенерацији и поправци ткива.[4]

## Улога у болестима
Абнормална активност Wnt протеина може довести до бројних болести, укључујући:
- Рак: Мутације у генима који кодирају Wnt протеине или компоненте Wnt пута су честе код колоректалног карцинома, меланома и других тумора.
- Развојне мане: Поремећаји у Wnt сигнализацији могу изазвати полидактилију или аненцефалију.
- Аутоимуне болести: Wnt протеини могу бити укључени у регулацију имуног одговора.[5]